# Alfred Felix Landon Beeston
Alfred Felix Landon Beeston (Barnes, 23 febbraio 1911 – Oxford, 29 settembre 1995) è stato un orientalista e arabista britannico. Generalmente si firmava A.F.L. Beeston.

## Biografia
Assai apprezzato per i suoi studi sulla lingua e sulla letteratura araba, sulle antiche sopravvivenze epigrafiche yemenite e sulla storia dell'Arabia preislamica, Beeston nacque a Barnes, a SO di Londra, e studiò nella Westminster School dove fu un King's Scholar. All'età di 14 anni fu affascinato dalle iscrizioni sudarabiche ospitate nel British Museum, che tentò di decifrare grazie a un'appendice contenuta nell'opera di James Theodore Bent, Sacred City of the Ethiopians, chiedendo che gli fosse dato un Corano e un dizionario di lingua araba come premio per i suoi risultati scolastici. Nel 1929 entrò nella Christ Church di Oxford, ben determinato a diventare bibliotecario della sezione di studi orientali e nel 1933 egli si diplomò in Lingua araba e in Lingua persiana. Nel 1935, durante il corso del suo dottorato, condotto sotto la guida di D.S. Margoliouth su numerose iscrizioni epigrafiche sabee, accettò un posto nella prestigiosa Bodleian Library di Oxford. Completò la sua tesi nel 1937.
Servì nell'Intelligence Corps tra il novembre 1940 e l'aprile 1946, risiedendo in Palestina. Dopo il suo ritorno alla Bodleiana, divenne vice-Bibliotecario e Conservatore della sezione Oriental Books and Manuscripts. Nel 1957 fu eletto Laudian Professor of Arabic a Oxford dopo che il suo predecessore aveva preferito trasferirsi nel 1955 ad Harvard (Massachusetts). Beeston conservò la cattedra fino al suo pensionamento nel 1979.
Beeston si guadagnò grande reputazione come filologo semitista per i suoi studi sudarabici, specialmente per la sua A Descriptive Grammar of Epigraphic South Arabian (1962) e A Sabaic Grammar (1980). Dette anche un importante contributo allo studio dell'antica storia sudarabica. Altri lavori di pregio includono un suo catalogo dei manoscritti persiani, turchi, Hindustani e Pashtu della Bodleiana, i suoi studi sulla lingua araba parlata, in particolare The Arabic Language Today (1970) e Written Arabic: An Approach to Basic Structures (1968), oltre a edizioni e traduzioni di testi classici, quali l'esegesi coranica di al-Bayḍawī, Commentary on Sura 12 of the Qur'an (1963), e The Singing Girls of al-Jahiz (1980). Malgrado i suoi principali interessi semitistici, Beeston dette anche importanti contributi alla filologia di altre lingue, dal gallese al bulgaro, dall'ungherese al cinese.
Nel 1965 fu eletto membro della British Academy e nel 1983 ottenne la Lidzbarski Medal for Semitic Epigraphy dalla Deutsche Morgenländische Gesellschaft.

## Principali lavori
- Sabaean Inscriptions, Oxford, VIII+152 pp. 1937.
- Catalogue of the Persian, Turkish, Hindustani and Pushtu Manuscripts in the Bodleian Library. Part III. Additional Persian Manuscripts, Oxford University Press, 1955.
- A Descriptive Grammar of Epigraphic South Arabian, London: Luzac, VII+80 pp. 1962.
- Written Arabic, an Approach to the Basic Structures, Cambridge University Press, 1968.
- The Arabic Language Today, Coll. Modern Languages, London: Hutchinson, 1970.
- The Epistle on Singing-Girls of Jahiú, Warminster: Aris and Phillips, 1980.
- Sabaic Dictionary (English-French-Arabic) /Dictionnaire sabéen (anglais-français-arabe) /al-Muʿgam al-sabaʿi (bi-l-ingliziyya wa l-faransiyya wa l-ʿarabiyya), Publication of the University of Sanaa, YAR, Louvain-la-Neuve (Editions Peeters) et Beyrouth (Librairie du Liban), XLI+173+IVpp., in collaborazione con M.A. Ghul, W.W. Müller e J. Ryckmans. 1982.
- Mukhtārāt min al-nuqūsh al-yamaniyya al-qadīma (Raccolta di antiche monete yemeniti), Tunisi, al-Munazzama al-ʿarabiyya li-l-tarbiya wa-l-thaqafa wa-al-ʿulūm, 478 pp. e due carte, in collaborazione con Muhammad Bafaqih, Christian Robin e Mahmud al-Ghul. 1985 (in Arabo).